# Идельсон, Авраам Цви
Авраам Цви Идельсон (אַבְרָהָם צְבִי אידלסון; Abraham Zevi Idelsohn; 1882—1938) — композитор и музыковед, видный деятель еврейской культуры и музыки.

## Биография
Авраам Цви Идельсон родился в Феликсберге, ныне Юркалне, Латвия и учился на кантора. Был студентом Кенигсбергской, Берлинской и Лейпцигской консерваторий. Перед эмиграцией в Палестину (1905) объехал Европу и Южную Америку.
С 1905 года жил в Иерусалиме. В 1910 году основал Институт еврейской музыки, а в 1919 году Еврейскую музыкальную школу. В 1922 году переехал в Цинциннати (штат Огайо, США) и c 1924 по 1934 год занимал должность профессора еврейской музыки в Хибру Юнион Колледже. В 1937 году Идельсон переехал в Йоханнесбург.
Идельсон был пионером научного изучения и собирания еврейской музыки. Он также изучал историю музыки других народов, в частности, германский миннезанг, арабо-персидскую и славянскую музыкальные традиции. Его научные работы включают такие сочинения, как «Сокровищница еврейско-восточных мелодий» (англ. Thesaurus of Hebrew Oriental Melodies, 10 томов, 1914—1932) и «Еврейская музыка» (1929). Его обработка напева садигурских хасидов является музыкой знаменитой песни (иногда ошибочно называемой еврейской народной) «Хава нагила».
Внук Идельсона — лорд Джоэль Гудмен Иоффе.